# Малишкін Олександр Георгійович
Малишкін Олександр Георгійович — радянський російський письменник.

## Біографія
Народився 21 березня 1892 р. в с. Богородське Пензенської обл. Закінчив історико-філологічне відділення Петербурзького університету (1916). Дебютував як поет 1912 р. Був моряком (1917—1921).
За його повістю створений однойменний фільм В. Ісакова «Севастополь» (1970, Одеська кіностудія).

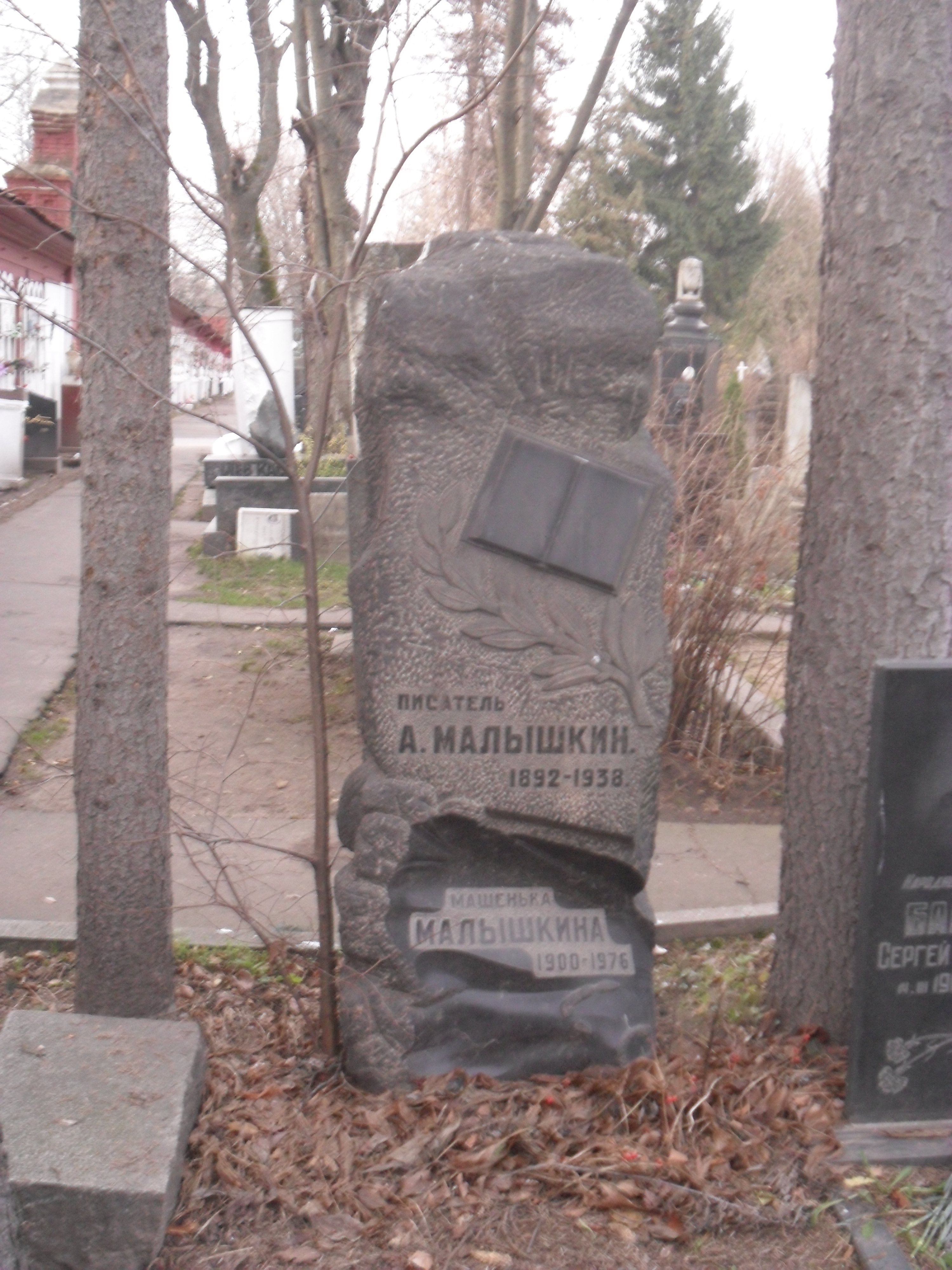
Могила письменника О. Малишкіна на Новодівичому кладовищі Москви

Помер 3 серпня 1938 р. в Москві.